# Polari
PolariはGNOMEデスクトップ環境のIRCクライアントである。複雑な設定なしに、簡単に使うことができるように設計されている。

## 概要
PolariはGNOMEプロジェクトによって開発されており、簡単に利用できるコンテンツの共有機能や、ユーザー名の自動補完機能などを備えているほか、/msgコマンドやIRCコマンドのタブキーによる補完など、伝統的なIRCクライアントの機能も同時に備えている。また、PolariはGitHubの公開レポジトリを用いて開発が行われている。
Polariは、GNOME 3.20のリリースに合わせて大幅な機能強化がなされ、Imgurを使った共有機能や、サーバとルームの追加機能の改善などが行われた。

## 利用可能なディストリビューション
2019年現在、polariは多数のLinuxディストリビューションのリポジトリに用意されており、インストールして用いることができる。現在Polariは下記に挙げるディストリビューションなどで利用可能である。
- Debian[4]
- Ubuntu[5]
- Arch Linux[6]
- Flatpak[1]